# Luís IV Henrique, Príncipe de Condé
Luís IV Henrique de Bourbon, Príncipe de Condé {em francês:  Louis IV Henri de Bourbon, prince de Condé; Versalhes, 18 de agosto de 1692 – Chantilly, 27 de janeiro de 1740) foi um Príncipe de sangue francês, pertencente ao ramo cadete de Condé da Casa de Bourbon.
Era filho de Luís III de Bourbon-Condé e Luísa Francisca de Bourbon, e portanto neto de Luís XIV da França. Ocupou o cargo de regente francês de 1723 a 1726.